# Armin Đerlek
Armin Đerlek, né le 15 juillet 2000 à Novi Pazar (Yougoslavie), est un footballeur serbe qui évolue au poste de milieu offensif au FK AS Trenčín.

## Biographie

### En équipe nationale
Avec les moins de 17 ans, il inscrit deux buts lors des éliminatoires du championnat d'Europe, contre la Pologne et l'Albanie. Il participe à deux reprises à la phase finale du championnat d'Europe des moins de 17 ans, en 2016 puis en 2017. Il officie comme capitaine de la sélection serbe lors de l'édition 2017.